# Kyra Cooney-Cross
Kyra Lillee Cooney-Cross (* 15. Februar 2002 in Herston) ist eine australische Fußballspielerin. Die Nationalspielerin spielt seit 2023 für den Arsenal Women FC in der FA Women’s Super League.

## Karriere

### Verein
Die 1,64 m große Spielerin, begann als 13-Jährige am Football Federation Victoria National Training Centre und spielte ein Jahr später für die Mini-Matildas.  Von 2013 bis 2016 spielte sie für Ballarat City. Zur Saison 2017/18 wurde sie von Melbourne Victory verpflichtet. Sie kam als 15-Jährige auf 12 Ligaeinsätze, wobei sie siebenmal in der Startelf stand. Am Ende der regulären Saison verpassten sie als Siebte das Meisterschaftsturnier. In ihrer zweiten Saison, in der Melbourne Victory auf Patz 1 landete, dann aber im Halbfinale des Meisterschaftsturnier gegen Perth Glory verlor, wurde sie nur viermal eingesetzt.
Zur Saison 2019/20 wechselte sie zu den Western Sydney Wanderers, wo sie in allen zwölf Ligaspielen und im mit 1:5 gegen Melbourne City FC verlorenen Halbfinale des Meisterschaftsturnier eingesetzt wurde. Danach kehrte sie nach Melbourne zurück und erreichte mit der Mannschaft das Grand Final, in dem sie in der 120. Minute den 1:0-Siegtreffer erzielte. Zwar belegte sie mit dem Verein nach der Punktspielrunde der Saison 2021/22 nur den vierten Platz, in der Finalrunde konnten sie sich aber im Elimination Final gegen den Dritten Adelaide United und dann im Finale gegen Sydney FC durchsetzen und die australische Meisterschaft gewinnen. Danach wechselte sie zusammen mit ihrer Mitspielerin Courtney Nevin erstmals ins Ausland zum schwedischen Erstligisten Hammarby IF.
Im September 2023 erhielt sie einen unbefristeten Vertrag beim Arsenal Women FC. Ihren ersten Einsatz für die Gunners hatte sie am 1. Oktober 2023, als sie in der 86. Minute im Ligaspiel gegen Liverpool eingewechselt wurde.

### Nationalmannschaft
Ende August/Anfang September 2016 nahm sie mit der U-16-Mannschaft am Qualifikationsturnier in Vietnam für die U-16-Asienmeisterschaft teil und erzielte im ersten Spiel beim 28:0 gegen Palästina vier Tore. Mit fünf Siegen und 65:1 Toren qualifizierten sie sich als Gruppensieger für die Endrunde. Ein Jahr später nahm sie mit de Mannschaft an der Endrunde teil. Bei der Endrunde verloren sie aber die ersten beiden Gruppenspiele hoch – 0:5 gegen Japan und 0:7 gegen Nordkorea. Lediglich das dritte Gruppenspiel gegen Bangladesch konnten sie mit 3:2 gewinnen, wobei sie das Tor zum 2:2-Ausgleich schoss.
Ende Juni/Anfang Juli 2018 nahm sie mit der U-20-Mannschaft an der Südostasienmeisterschaft teil, bei der die Australierinnen auf A-Nationalmannschaften trafen und am Ende Zweite wurden. Kyra kam in drei Gruppenspielen (2 Tore), im Halbfinale (1 Tor) und im mit 2:3 gegen Thailand verlorenen Finale zum Einsatz.
Im Oktober 2018 nahm sie mit der U-19-Mannschaft am Qualifikationsturnier für die U-19-Asienmeisterschaft teil, das im Libanon stattfand. Im ersten Spiel, das mit 18:0 gegen die Mongolei gewonnen wurde, erzielte sie drei Tore. Mit drei Siegen qualifizierten sich die Australierinnen für die zweite Runde, die sie ebenfalls mit drei Siegen im April 2019 abschlossen. Kyra erzielte in den sechs Spielen insgesamt sechs Tore. Im Oktober 2019 wurde sie für die U-19-Asienmeisterschaft nominiert. Kyra kam in vier der fünf Spiele zum Einsatz und erzielte bei der 1:5-Auftaktniederlage gegen Nordkorea das Tor für ihre Mannschaft. Am Ende wurden sie Vierte nach hohen Niederlagen im Halbfinale (0:7 gegen Japan) und Spiel um Platz 3 (1:9 gegen Südkorea). Bereits 3 Monate zuvor war sie als Stand-by für den australischen WM-Kader nominiert worden.
Bereits im September 2019 war sie erstmals für die A-Nationalmannschaft nominiert worden, die im November zwei Freundschaftsspiele gegen Chile bestritt. Im Juni 2021 wurde sie erneut, diesmal für zwei Freundschaftsspiele gegen Schweden und Dänemark nominiert. Bei der 2:3-Niederlage gegen Dänemark am 10. Juni wurde sie dann zur zweiten Halbzeit zu ihrem ersten A-Länderspiel eingewechselt. Fünf Tage später spielte sie beim torlosen Remis gegen Schweden erstmals über 90 Minuten. Seitdem wurde sie immer nominiert – auch für die wegen der COVID-19-Pandemie um ein Jahr verschobenen Olympischen Spiele 2020. Kyra wurde in allen Spielen eingewechselt, im Viertelfinale gegen Großbritannien aber 28 Minuten nach ihrer Einwechslung wieder ausgewechselt, wobei für sie die erfahrene Clare Polkinghorne eingewechselt wurde um die Führung über die Zeit zu bringen. Am Ende wurde es der vierte Platz für die Matildas, die bisher beste Platzierung der Australierinnen bei einem interkontinentalen Turnier.
Am 11. Januar 2022 wurde sie für das Trainingscamp zur Asienmeisterschaft 2022 nominiert. Beim Turnier wurde sie im zweiten Gruppenspiel in der 81. Minute eingewechselt. Im dritten Gruppenspiel, bei dem einige Stammspielerinnen zunächst auf der Bank saßen, spielte sie über 90 Minuten. Im Viertelfinale, in dem ihre Mannschaft gegen Südkorea ausschied, kam sie nicht zum Einsatz.
Am 3. Juli 2023 wurde sie für die WM-Endrunde in ihrer Heimat nominiert, kam in jedem der sieben Spiele ihres Teams zum Einsatz und verpasste mit ihrer Mannschaft durch eine 1:3-Niederlage im Halbfinale gegen die Engländerinnen das Finale.
Im Spiel um Platz drei, unterlag Conney-Cross mit den Matildas den Schwedeninnen mit 0:2.
Am 28. Oktober 2024 erzielte sie beim 2:1-Sieg gegen Deutschland ihr erstes Länderspieltor.

## Erfolge
- 2021 und 2022: Australische Meisterschaft
- 2023: Gewinn des Cup of Nations
- 2025: Gewinn der UEFA Women’s Champions League mit Arsenal